# Rhagoletis ebbettsi
Rhagoletis ebbettsi är en tvåvingeart som beskrevs av Bush 1966. Rhagoletis ebbettsi ingår i släktet Rhagoletis och familjen borrflugor. Inga underarter finns listade i Catalogue of Life.